# Nubi di Magellano

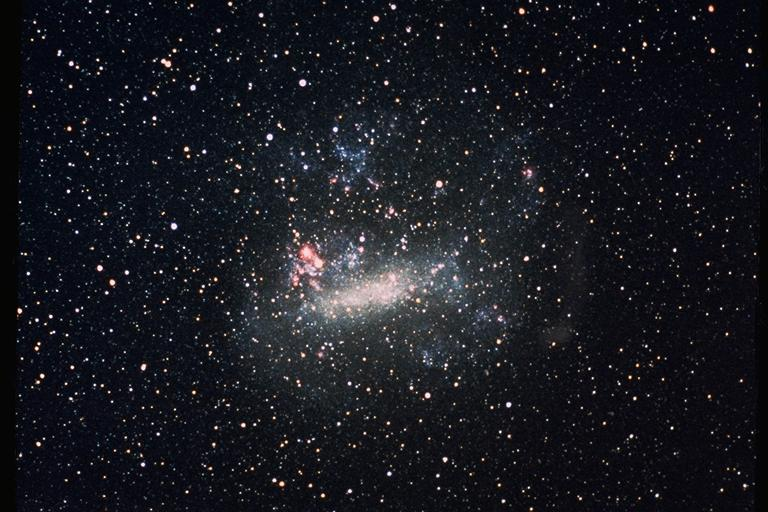
La Grande Nube di Magellano

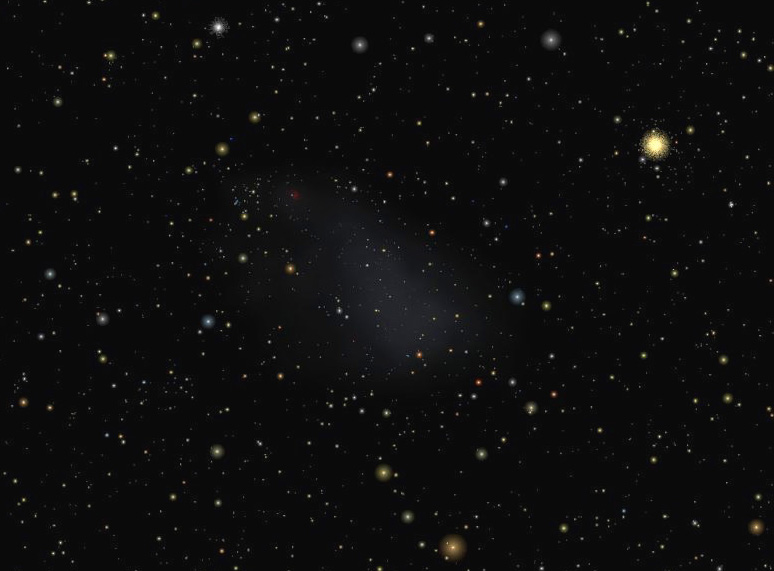
La Piccola Nube di Magellano

Le Nubi di Magellano sono due piccole galassie irregolari, che orbitano attorno alla nostra Via Lattea come satelliti. Sono visibili ad occhio nudo nel cielo notturno dell'emisfero sud, e prendono il loro nome dal navigatore Ferdinando Magellano, poiché furono descritte nel resoconto della spedizione da lui guidata.
La distanza della Grande Nube di Magellano (sigla internazionale LMC) è stimata sui 48 Kpc. (157 000 anni-luce), mentre la Piccola Nube di Magellano (sigla internazionale SMC) disterebbe circa 61 Kpc, equivalenti a 200 000 anni luce. La Grande Nube è la terza galassia più vicina alla nostra, dopo la Galassia Nana Ellittica del Cane Maggiore (12,9 Kpc) e la Galassia Nana Ellittica del Sagittario (16 Kpc).
Entrambe le galassie sono collegate fra loro e con la Via Lattea da un lungo ponte di idrogeno neutro e stelle, noto come Corrente Magellanica; questo flusso si sarebbe formato a causa delle intense forze mareali presenti tra la nostra Galassia e le sue galassie satelliti. Un secondo flusso di materia, noto come Ponte Magellanico, collega le due Nubi fra di loro.
La Grande Nube ospita la più grande nebulosa diffusa del Gruppo Locale, in cui è vigorosa la formazione stellare, nonché ciò che rimane della supernova SN 1987a, la più vicina osservata negli ultimi 300 anni.

## Osservazione amatoriale

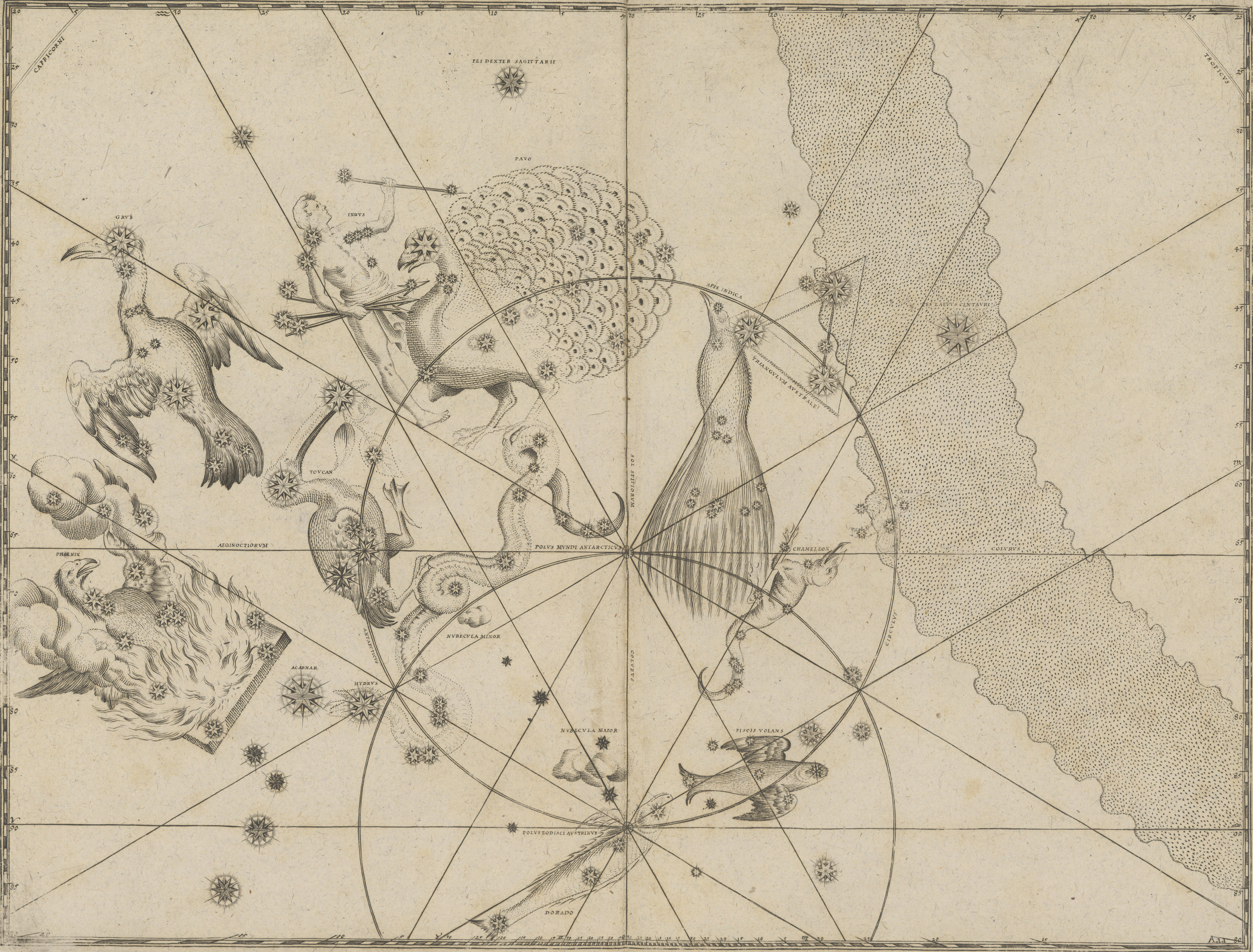
Pagina dell'Uranometria di Bayer raffigurante la porzione di cielo attorno al polo sud celeste; le due nubi, mappate, sono chiamate "Nubecula Major" e "Nubecula Minor".

Entrambe le Nubi sono ben osservabili dall'emisfero australe; la Grande Nube è la più settentrionale delle due, e giace a cavallo del 69º grado di declinazione sud: diventa completamente visibile sopra l'orizzonte a partire dal 15º parallelo nord. La si individua nelle notti limpide come una larga macchia chiara, circa 20 gradi a sud della brillantissima stella Canopo.
La Piccola Nube ha declinazione media -73°, ed essendo più piccola e debole della compagna, si rende visibile senza difficoltà solo a partire da pochi gradi a nord dell'equatore. La sua individuazione è facilitata dalla presenza della luminosa stella Achernar, visibile 15° a NNE.
Entrambe le Nubi si presentano circumpolari in quasi tutto l'emisfero sud, così da poter essere osservate in ogni periodo dell'anno da città come Sydney, Città del Capo e Rio de Janeiro.

## Storia delle osservazioni
La posizione delle due Nubi, prossima al polo sud celeste, fa sì che queste non fossero note a nessuno dei popoli che abitarono le sponde del Mediterraneo in epoche storiche; tuttavia, erano certamente conosciute fin da tempi antichi dagli abitanti dell'emisfero meridionale, essendo ben visibili ad occhio nudo, sebbene ben pochi riferimenti ci siano giunti da questi popoli.
La prima menzione della Grande Nube di Magellano fu ad opera dell'astronomo persiano Abd al-Rahmān al-Sūfi, che nel 964, nel suo Libro delle stelle fisse, la chiamò Al Bakr, il Bue Bianco degli arabi del sud, e riportò che mentre non era visibile dal nord dell'Arabia e da Baghdad, si poteva osservate dallo stretto di Bab el Mandeb, 12°15' latitudine nord.
Il primo europeo a riportare l'esistenza delle Nubi di Magellano fu l'esploratore fiorentino Amerigo Vespucci nel 1503-04 menzionandole in una lettera sul suo terzo viaggio; egli fa riferimento a "tre canopi, due chiari ed uno scuro": i due oggetti chiari sono le due Nubi di Magellano, mentre l'oggetto scuro è la Nebulosa Sacco di Carbone, osservabile nella Via Lattea australe. Nel 1515 le Nubi vennero descritte dal navigatore Andrea Corsali nel suo viaggio verso Kochi; dello stesso anno è anche la descrizione dello storico Pietro Martire d'Anghiera nel suo De Rebus Oceanicis et Orbe novo. Ernesto Capocci, nei suoi Dialoghi danteschi ipotizza che anche Marco Polo avesse potuto esserne a conoscenza in base agli scritti di Al Sufi.
Il loro nome attuale fu assegnato dallo scrittore Antonio Pigafetta, imbarcato con la Spedizione di Magellano, nel suo libro del 1524 "Relazione del primo viaggio intorno al mondo", cioè della prima circumnavigazione del globo guidata da Ferdinando Magellano nel 1519.

## Caratteristiche

### Generalità

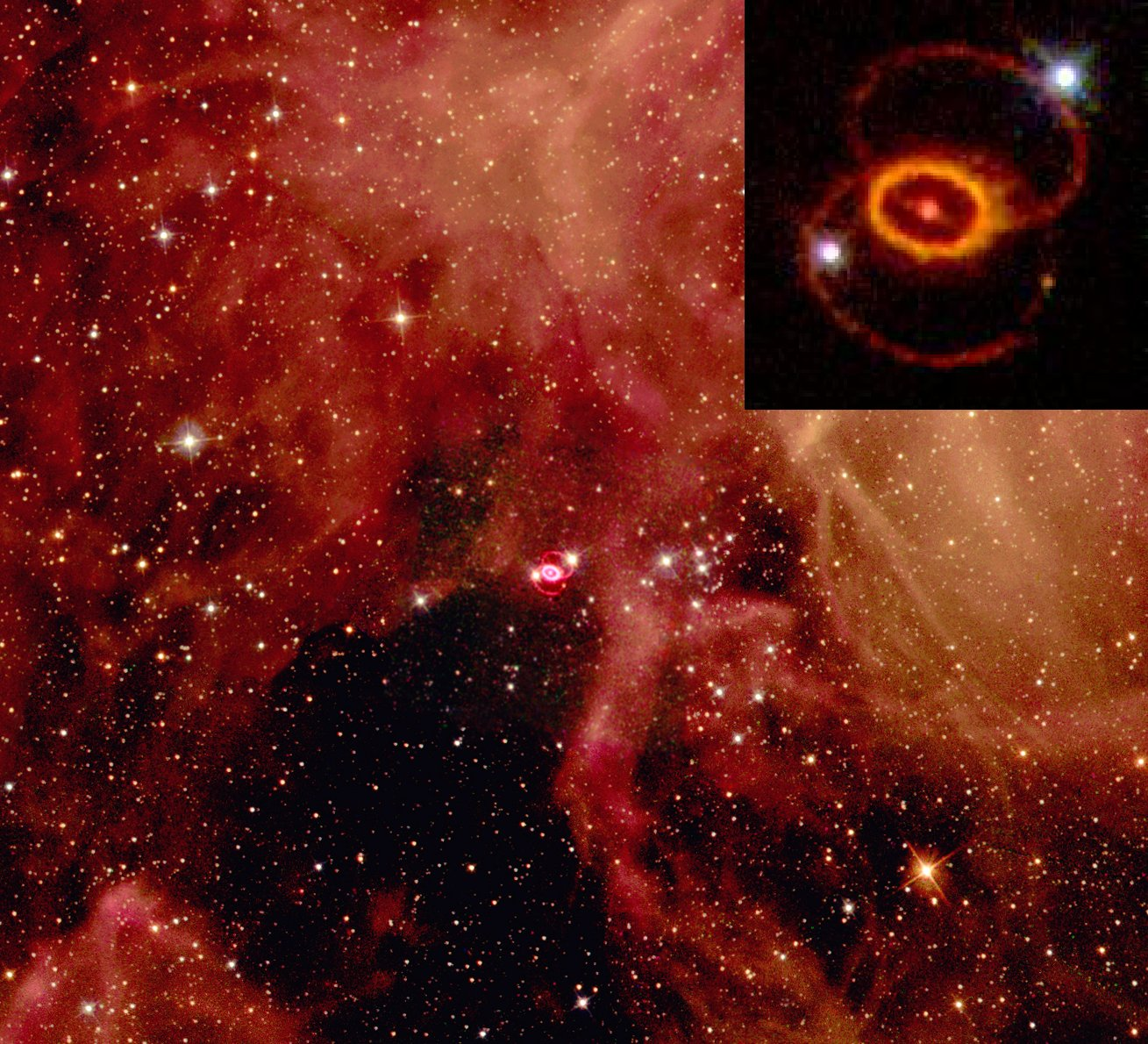
Il resto della supernova 1987a, esplosa nella Grande Nube di Magellano nel febbraio 1987

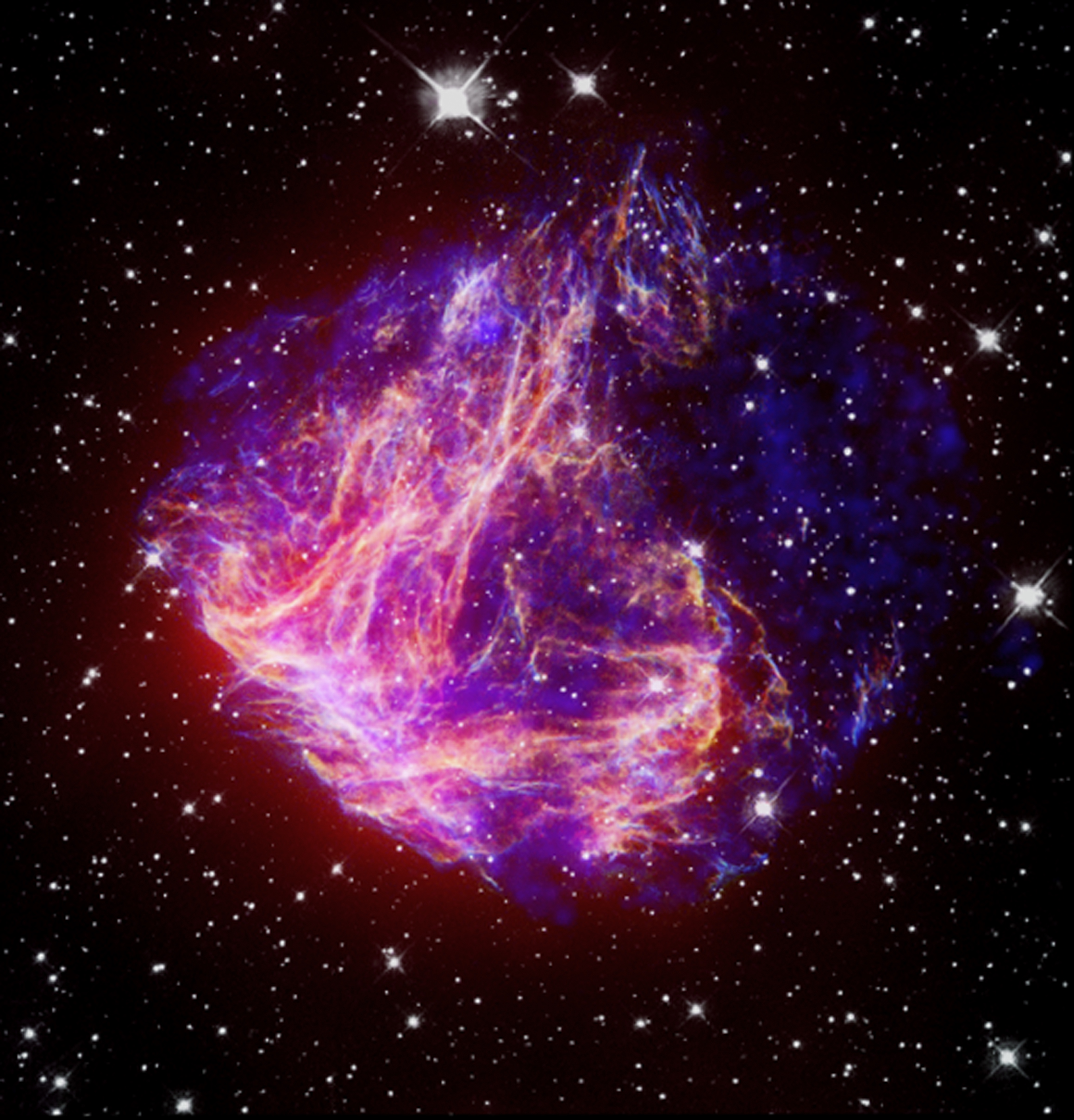
N49, un resto di supernova nella Grande Nube, ripreso dal Telescopio Spaziale Hubble.

La Grande Nube di Magellano e la vicina Piccola Nube di Magellano sono cospicui oggetti dell'emisfero meridionale; osservandole ad occhio nudo sembrano parti separate della nostra Galassia. Fino alla scoperta della Galassia nana ellittica del Sagittario nel 1994, erano considerate le galassie più vicine alla Via Lattea.
L'osservazione e le teorie basate su di essa suggeriscono che le Nubi di Magellano subiscano distorsioni mareali a causa dell'interazione con la Via Lattea: una scia composta di idrogeno neutro, nota come Corrente Magellanica, le collega con la nostra Galassia e tra loro, ed entrambe sembrano galassie spirali barrate fortemente disturbate. Comunque gli effetti della loro gravità si fanno sentire anche sulla nostra galassia, ne è prova la distorsione subita dalle parti esterne del disco galattico.
La velocità radiale ed il moto proprio delle Nubi di Magellano sono state recentemente misurate dal team dell'Harvard-Smithsonian Center for Astrophysics, per ottenere misure in 3D della velocità. L'elevata velocità misurata sembrerebbe indicare che le due Nubi non sarebbero così legate fisicamente alla Via Lattea come si pensa, dunque alcuni degli effetti presunti sulle due Nubi andrebbero rivisti.
Tralasciando le differenti strutture e la minor massa, differiscono dalla Via Lattea per due motivi principali: il primo è che la loro massa è composta da una relativamente più alta frazione di idrogeno ed elio rispetto alla Via Lattea; il secondo è che sono più povere di metalli rispetto alla nostra Galassia; infatti le più giovani stelle delle Nubi di Magellano hanno una metallicità rispettivamente 0.5 e 0.25 di quella solare. Entrambe sono note per le loro nebulose (famosa la Nebulosa Tarantola nella Grande Nube di Magellano) e per la giovane popolazione stellare, ma, come in ogni galassia, sono presenti sia stelle molto giovani che molto vecchie, segno di una lunga storia di formazione stellare.

### La Grande Nube
La Grande Nube presenta una struttura a barra ben visibile anche ad occhio nudo; questa attraversa il nucleo e si dispone in senso est-ovest. Sul suo lato nord-orientale si trova l'oggetto più notevole della galassia, la Nebulosa Tarantola, considerata attualmente la più grande "fornace" del Gruppo Locale: le sue dimensioni sono notevolmente più grandi di quelle della Nebulosa di Orione, ed al suo interno è vigorosa la formazione stellare. A nord della barra, la Nube si presenta frammentata, con gruppi di stelle ed ammassi apparentemente isolati, più un gran numero di nebulose diffuse; la parte sud ha invece una forma più regolare, anche se priva di oggetti notevoli. Nei pressi della Nebulosa Tarantola è esplosa la Supernova 1987a, la più vicina e brillante degli ultimi trecento anni.

### La Piccola Nube

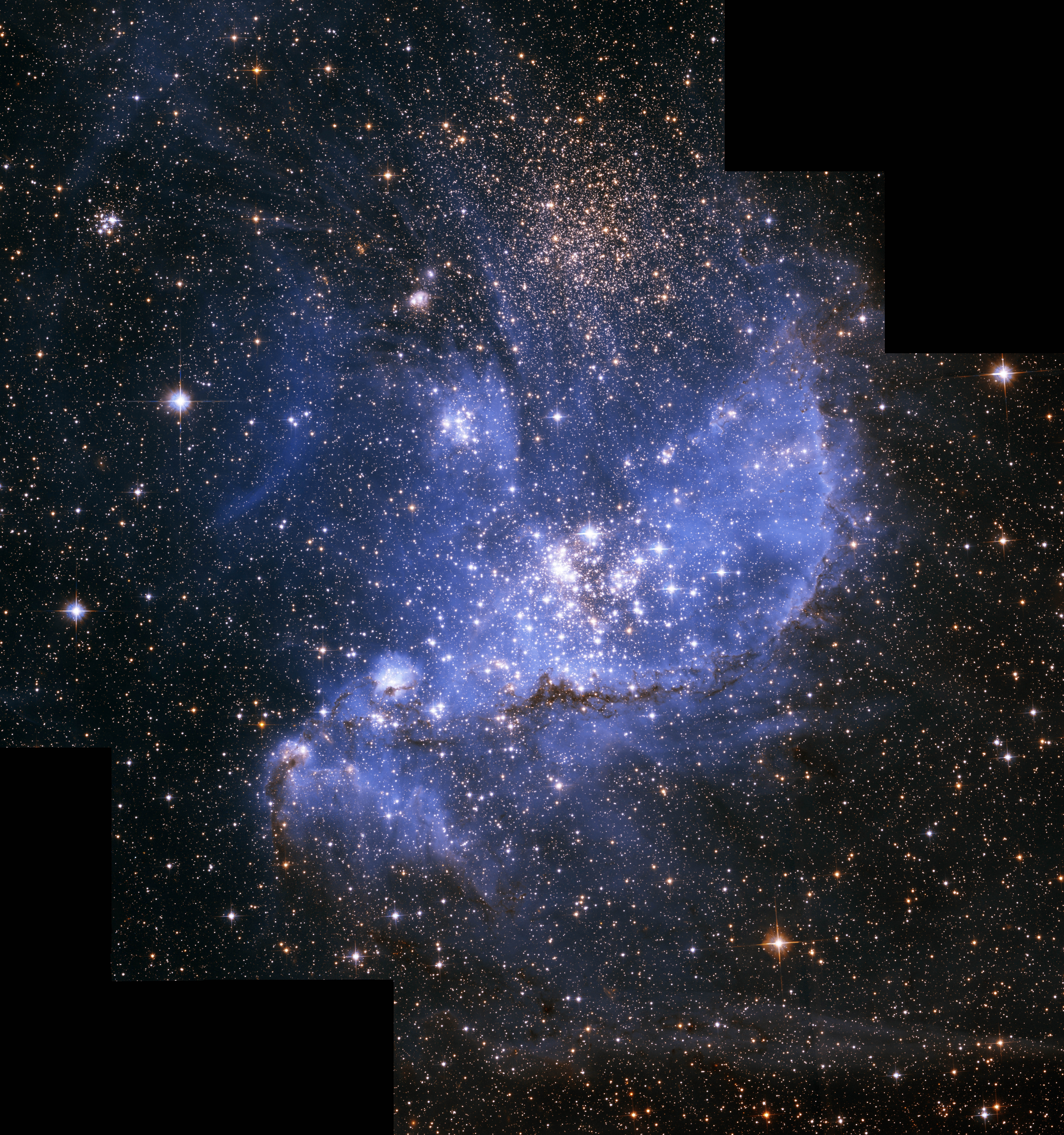
La nebulosa NGC 346, nella Piccola Nube

La Piccola Nube appare come una debole chiazza luminosa, estesa in senso NNE-SSW, visibile ad occhio nudo senza difficoltà solo con cieli limpidi e privi di inquinamento luminoso. Nonostante la parte più brillante si trovi nelle sue regioni più meridionali, gli oggetti più notevoli si trovano nella parte nord; in particolare, si osserva un grande complesso di nebulosità diffuse. Ad ovest della Nube si trova il grande ammasso globulare 47 Tucanae, appartenente alla nostra Galassia.